# جوزيف كريسويل
جوزيف كريسويل (22 ديسمبر 1865 - 19 يوليو 1932) (بالإنجليزية: Joseph Cresswell)‏ هو لاعب كريكت بريطاني وبريطاني (وحمل سابقاً جنسية المملكة المتحدة لبريطانيا العظمى وأيرلندا).